# Korydallós (kommunhuvudort)
Korydallós (Korydallos) är en kommunhuvudort i Grekland.   Den ligger i prefekturen Nomós Piraiós och regionen Attika, i den sydöstra delen av landet, 6 km väster om huvudstaden Aten. Korydallós ligger 93 meter över havet och antalet invånare är 63 445.
Terrängen runt Korydallós är kuperad åt nordväst, men åt sydost är den platt. Terrängen runt Korydallós sluttar söderut.  Närmaste större samhälle är Aten, 6,1 km öster om Korydallós. Runt Korydallós är det i huvudsak tätbebyggt.